# Mine Kokko Creek
La mine Kokko Creek est une mine de cuivre, d'argent, d'or et de zinc. Elle est située au lac-aux-dorés dans la région de Chibougamau, dans le Nord-du-Québec. Elle est en opération de 1951 à 1975.

## Historique
Le gisement est découvert en 1906, par le prospecteur John Kokko, d'origine finlandaise. Le gisement n'est exploité que vers 1951. Il fait alors partie de la même structure minérale que sur l'ile Merrill, alors exploité par la Merrill Island Mining. À cette époque, le gisement appartient a la Kokko Creek Mining Corporation Ltd, filiale de l'entreprise Merrill Island Mining. La propriété possède une superficie de près de 392 acres.
En 1952, la compagnie Campbell Chibougamau Mines loue la propriété de Kokko Creek. En 1954, la compagnie Chibougamau Goldfield Ltd achète la propriété et prévoit un rendement de 1700 tonnes. En 1956, une galerie souterraine de 3 600 pieds de longueur relie la mine de Kokko Creek à la mine Principale. Une deuxième galerie est créée en 1970 sur une longueur de 2400 pieds pour se rendre au même endroit.
La mine ferme en 1975.

## Exploitation
Dans les débuts, l'exploitation de la mine est souterraine. Elle devient ensuite une mine à ciel ouvert. De 1960 à 1975, la mine produit 751 000 tonnes de minerai à 1,98 % de cuivre et 0,31 g/t d'or.